# Аллен Грегори
«Аллен Грегори» (англ. Allen Gregory) — американский мультсериал, который создали Джона Хилл, Эндрю Могел и Джарред Пол, и показанный компанией Fox. Премьера сериала состоялась 30 октября 2011 года. Продолжение сериала Fox официально отменила 8 января 2012 года.

## Описание сюжета
Сериал повествует об Аллене Грегори де Лонбри (персонаж Джона Хилла), претенциозном семилетнем парнишке, воспитываемом своим отцом Ричардом, его спутником жизни Джереми, и приёмной дочерью Джули. Аллен Грегори должен начать ходить в общественную начальную школу, так как из-за финансового кризиса ухудшилось материальное положение их семьи. Хотя Ричард и старается избежать огласки, но их семье требуются дополнительные источники дохода.
Аллен влюбляется в директора школы Джудит Готлиб, к большому её неодобрению. Она протестует, но вынуждена принять его поведение из-за давления куратора школы, который является другом отца Аллена.

## Персонажи
- Джона Хилл — Аллен Грегори
- Френч Стюарт — Ричард де Лонбри
- Нат Факсон  — Джереми де Лонбри
- Джой Османски — Джули

## Производство
Соавторами сериала выступили Джона Хилл, Могел и Пол. Все трое вместе с Питером Черниным и Кэтрин Поуп также являлись исполнительными продюсерами. David A. Goodman, который сопровождал сериал «Гриффины» с его возвращения на телевидение в 2005 году по девятый сезон, в дополнение к этой команде также был исполнительным продюсером. Сопродюсерами сериала выступили компания 20th Century Fox Television и Chernin Entertainment.
Fox разместила заказ на семь эпизодов в октябре 2010 года. 12 июля 2011 Fox заказала дополнительно 6 сценариев этого сериала Хотя и неизвестно, были ли завершены эти сценарии, но эпизоды по ним никогда не снимались..

## Приём
Пилотный эпизод сериала просмотрело 4,77 миллиона зрителей в США; для сравнения, эпизод «Treehouse of Horror XXII» Симпсонов, который транслировался той же ночью и в сети, привлёк 8,10 миллионов зрителей.

### Критика
Пилотный эпизод сериала получил отрицательные отзывы критиков. Крис Свенсон дал эпизоду рейтинг 0,5 из 5, заявив, что он «сильно разочарован» эпизодом. Роберт Бианко из USA Today также дал эпизоду отрицательный обзор, назвав его «неприятным и жестоким», «изредка смешным», и что зрители возненавидели всех персонажей, кроме Джули. Metacritic по всем отзывам дал 39 % сериалу. Дэвид Хинкли из New York Daily News была немного более позитивным, дав эпизоду рейтинг 3 из 5.

## Список эпизодов
1. Пилотная серия
2. 1 ночь в Готлибе
3. Гей-школа танцев
4. Межрасовый МакАдамс
5. Полноценные горничные
6. Мама Сайзмор
7. Восход Ван Мун

## Международные трансляции
| Страна         | Канал  | Выход в эфир                                                   |
| -------------- | ------ | -------------------------------------------------------------- |
| США            | Fox    | по воскресеньям 8:30pm ET/PT                                   |
| Канада         | Global | по воскресеньям 8:30pm ET/PT                                   |
| Россия         | 2x2    | 31 августа 2012. по пятницам в 22:20.                          |
| Великобритания | E4     | 3 января 2012 по вторникам 23ч. (эпизод 1), 22:30 (эпизоды 2+) |